# Langer Heinrich (Schiff, 1905)
Langer Heinrich ist der Name eines Schwimmkrans, der von 1905 bis 1978 in den Häfen von Danzig und Rostock eingesetzt war. Seit 1980 gehört er zu den Exponaten des Rostocker Schiffbau- und Schifffahrtsmuseums.

## Geschichte
Der Schwimmkran wurde 1905 von der Duisburger Firma Bechem & Keetman als sogenannter Wippauslegerkran gebaut, in Danzig montiert und im gleichen Jahr von den Schichau-Werken Danzig in Betrieb genommen. Mit einem Hubwerk von 100 Tonnen und einer Hubhöhe von 50 Metern zählte der Lange Heinrich damals zu den größten Schwimmkranen der Welt.
Anfang 1945 wurde der Lange Heinrich nach Rostock verlegt und ab 1946 von der Neptun Werft betrieben. Dort erfolgte in den 1950er-Jahren eine grundlegende Modernisierung. Bis 1978 war der Schwimmkran dann nicht nur für den Transport von Schiffsbauteilen, sondern auch für den Schwergutumschlag und Bergungsarbeiten in den Rostocker Häfen im Einsatz.
Nach seiner Außerdienststellung wurde der Schwimmkran 1980 vom damaligen Rostocker Schiffbaumuseum übernommen und von 1992 bis 1995 umfangreich restauriert. Reparaturen des Unterwasserschiffes waren bereits 1997 erforderlich und es folgten größere Instandsetzungs- und Werterhaltungsarbeiten in den Jahren 2002 und 2005. Ende 2010 war eine Abteilung des Pontons leck geschlagen und das eindringende Wasser bewirkte eine gefährliche Krängung des Schwimmkrans. Nach der Bewilligung von 350.000 Euro durch die Rostocker Bürgerschaft wurde der Lange Heinrich am 12. Februar 2011 zur Notreparatur zu den Nordic Yards Warnemünde geschleppt. In einem zweiten Schritt wurde 2012 der Kranausleger saniert und seit dem 19. August 2012 liegt der Lange Heinrich wieder an der Pier im IGA-Park Rostock der IGA 2003.